# Saint-Quirin
Saint-Quirin è un comune francese di 722 abitanti situato nel dipartimento della Mosella nella regione del Grand Est.

## Società

### Evoluzione demografica
Abitanti censiti